# The $5.98 E.P.: Garage Days Re-Revisited
The $5.98 E.P Garage Days Re-Revisited — міні-альбом американського треш-метал гурту Metallica, випущений 21 серпня 1987 року.

## Список композицій
Усі композиції диска пізніше були видані на альбомі Garage Inc..
| #     | Назва                           | Автор                                                                    | Оригінальний виконавець | Тривалість |
| ----- | ------------------------------- | ------------------------------------------------------------------------ | ----------------------- | ---------- |
| 1.    | «Helpless»                      | Харріс, Татлер                                                           | Diamond Head (1980)     | 6:38       |
| 2.    | «The Small Hours»               | Джон Мортімер, Джон МакКалла, Брайан Бартлі, Рон Левін                   | Holocaust (1983)        | 6:43       |
| 3.    | «The Wait»                      | Джез Коулман, Кевін «Geordie» Вокер, Мартін «Youth» Гловер, Пол Фергюсон | Killing Joke (1980)     | 4:55       |
| 4.    | «Crash Course in Brain Surgery» | Барк Шеллі, Тоні Бордж, Рей Філліпс                                      | Budgie (1971)           | 3:10       |
| 5.    | «Last Caress/Green Hell»        | Гленн Данзіг                                                             | The Misfits (1980/1983) | 3:30       |
| 25:04 |                                 |                                                                          |                         |            |

## Учасники запису
- Джеймс Гетфілд — вокал, ритм-гітара
- Ларс Ульріх — барабани
- Кірк Геммет — соло-гітара
- Джейсон Ньюстед — бас-гітара, бек-вокал

## Позиції в чартах

### Альбом
| Рік  | Чарт            | Позиція |
| ---- | --------------- | ------- |
| 1987 | Billboard 200   | 28      |
| 1987 | UK Albums Chart | 27      |

## Сертифікація
| Країна | Продажі   | Сертифікація |
| ------ | --------- | ------------ |
| США    | 1,000,000 | Платиновий   |